# 大米滕山
47°01′47″N 8°41′19.7″E / 47.02972°N 8.688806°E

大米滕山（Grosser Mythen），是瑞士的山峰，位於該國中部，由施維茨州負責管轄，屬於施維茨阿爾卑斯山脈的一部分，海拔高度1,898米，每年平均降雨量2,385毫米。

## 外部連結
- Grosser Mythen on Hikr（页面存档备份，存于）